# Kelowna West (circonscription britanno-colombienne)
Circonscription électorale provinciale du Canada
Kelowna West (auparavant Westside-Kelowna de 2009 à 2017) est une ancienne circonscription provinciale de la Colombie-Britannique représentée à l'Assemblée législative de la Colombie-Britannique depuis 2009.

## Géographie
En 2020, la circonscription représente les villes de Trail, Rossland, Castlegar, Fruitvale (en), Slocan, Silverton (en), Nakusp et New Denver, ainsi que les communautés de Camborne (en), Arrowhead (en), Trout Lake (en), Gerrard (en), Galena Bay (en), Fosthall, Arrow Park, Summit Lake (en), Rosebery (en), Carrolls Landing, Burton, Fauquier, Edgewood (en), Winlaw (en), Crescent
Valley, Slocan Park (en) et Farron dans le district régional de Central Okanagan.

## Liste des députés
| Législature                                                                                          | Années                                                                                               | Député                                                                                               | Député                                                                                               | Parti                                                                                                |
| Westside-Kelowna Circonscription issue de Okanagan-Westside, Kelowna-Lake Country et Kelowna-Mission | Westside-Kelowna Circonscription issue de Okanagan-Westside, Kelowna-Lake Country et Kelowna-Mission | Westside-Kelowna Circonscription issue de Okanagan-Westside, Kelowna-Lake Country et Kelowna-Mission | Westside-Kelowna Circonscription issue de Okanagan-Westside, Kelowna-Lake Country et Kelowna-Mission | Westside-Kelowna Circonscription issue de Okanagan-Westside, Kelowna-Lake Country et Kelowna-Mission |
| --- | --- | --- | --- | --- |
| 39e                                                                                                  | 2009–2013                                                                                            | | Ben Stewart (en)                                                                                     | Libéral                                                                                              |
| 40e                                                                                                  | 2013–2013                                                                                            | | Ben Stewart (en)                                                                                     | Libéral                                                                                              |
| 40e                                                                                                  | 2013-2017                                                                                            | | Christy Clark                                                                                        | Libérale                                                                                             |
| Kelowna West                                                                                         | | | | |
| 41e                                                                                                  | mai-août 2017                                                                                        | | Christy Clark                                                                                        | Libérale                                                                                             |
| 41e                                                                                                  | 2017–2018                                                                                            | | Vacant                                                                                               | Vacant                                                                                               |
| 41e                                                                                                  | 2018-2019                                                                                            | | Ben Stewart (en)                                                                                     | Libéral                                                                                              |
| 41e                                                                                                  | août-oct. 2019                                                                                       | | Ben Stewart (en)                                                                                     | Indépendant                                                                                          |
| 41e                                                                                                  | 2019-2020                                                                                            | | Ben Stewart (en)                                                                                     | Libéral                                                                                              |
| 42e                                                                                                  | 2020–2023                                                                                            | | Ben Stewart (en)                                                                                     | Libéral                                                                                              |
| 42e                                                                                                  | 2023-2024                                                                                            | | Ben Stewart (en)                                                                                     | United                                                                                               |
| Circonscription divisée parmi Kelowna Centre et West Kelowna-Peachland                               | | | | |